# Drôle de mort
Drôle de mort est le 9e épisode de la Saison 1 de la deuxième série de la série télévisée Doctor Who. Il marque notamment la première apparition de Jack Harkness, futur personnage central de la série dérivée Torchwood. Diffusé pour la première fois sous le titre de The Empty Child (« l'enfant vide ») le 21 mai 2005 sur la chaîne BBC1, l'épisode est suivi par près de 7,11 millions de téléspectateurs.
En 2006 l'épisode et sa suite « Le Docteur danse » gagnent le Prix Hugo dans la catégorie série ou court métrage.

## Distribution
- Christopher Eccleston : Le Docteur
- Billie Piper : Rose Tyler
- John Barrowman : Jack Harkness
- Florence Hoath : Nancy
- Richard Wilson : Dr Constantine
- Albert Valentine : Jamie (l'enfant)
- Kate Harvey : La Chanteuse du club
- Cheryl Fergison : Mrs Lloyd
- Damian Samuels : Mr Lloyd
- Robert Hands : Algy
- Joseph Tremain : Jim
- Jordan Murphy : Ernie
- Brandon Miller : Alf
- Noah Johnson : Voix de l'enfant
- Dian Perry : Voix de l'ordinateur

## Résumé
Le Docteur et Rose poursuivent un objet cylindrique à travers le temps et l'espace, mais il s'écrase sur Londres.
Le Docteur se renseigne pour savoir si l'objet a été repéré et réalise qu'il a atterri en 1941 en plein Blitz. Rose aperçoit sur un toit un enfant avec un masque à gaz qui ne cesse de répéter « Est-ce que tu es ma maman ? » et va à sa rencontre. Elle s'accroche à une corde pour monter mais la corde est reliée à un ballon protecteur qui s'est détaché et elle se retrouve suspendue dans les airs. Un homme qui semble être un pilote de chasse américain, Jack Harkness, l'aperçoit et la secourt à l'aide d'un vaisseau spatial invisible qu'il a amarré au dessus de Westminster. Il guérit les blessures de ses mains grâce à la technologie du vaisseau, et se met à flirter avec Rose, qui est immédiatement sensible à son charme tapageur. Jack prend Rose pour une agent de la police temporelle venue du 51e siècle et souhaite négocier avec elle. Sans le détromper, elle affirme qu'elle doit retrouver son partenaire d'abord.
Le Docteur pendant ce temps a la surprise de recevoir un coup de fil sur le téléphone factice du TARDIS : c'est l'enfant au masque à gaz qui réclame sa mère. Le garçon semble avoir des pouvoirs curieux, et peut contrôler divers appareils à distance. Le Docteur fait la connaissance d'une jeune femme qui semble fuir l'enfant, et la suit à travers Londres. Elle s'appelle Nancy et a pris l'habitude de se rendre dans les maisons opulentes pendant les alertes aériennes avec des gosses des rues pour les nourrir aux frais des propriétaires réfugiés dans les abris. Elle recommande au Docteur de parler au Docteur du Royal Albion Hospital (le docteur Constantine), qui pourra lui expliquer les événements. Tout a commencé le jour où l'objet cylindrique s'est écrasé près de l'hôpital, tuant son petit frère Jamie.
Le docteur Constantine est resté seul dans l'hôpital évacué auprès de ses patients, qui sont tous dans un état végétatif incompréhensible avec des blessures graves exactement identiques et un masque à gaz soudé inextricablement au visage. De temps à autre, ils s'agitent tous en même temps et posent obsessivement la question « Est-ce que tu es ma maman ? » Le mal est contagieux, et le docteur Constantine le contracte à son tour, se transformant sous les yeux du Docteur. Rose et Jack le rejoignent alors que les patients se réveillent. Jack finit par admettre qu'il essayait de les escroquer et qu'une bombe allemande doit tomber bientôt sur les ruines du vaisseau entre la vente et la prise de possession, mais nie avoir fait quoi que ce soit pour déclencher les événements étranges. Nancy, quant à elle, se retrouve piégée dans une maison où l'enfant, son frère Jamie, se trouve avec elle.

### Continuité
- Un avion militaire parle du méchant loup.
- C'est la première apparition du compagnon du Docteur Jack Harkness dont le personnage sera le héros de la série Torchwood. Selon la série, le véritable Capitaine Jack Harkness a disparu en janvier 1941 ce qui situerait cet épisode peu de temps après.
- Les agents temporels dont Jack dit faire partie étaient déjà mentionnés dans l'épisode de 1977 « The Talons of Weng-Chiang ».
- L'hôpital fictionnel "London Albion Hospital" où se déroule en partie cet épisode et le suivant a été vu au XXIe siècle dans l'épisode « L'Humanité en péril ».
- Le Docteur s'attribue une fois de plus le nom et le prénom de John Smith. D'ailleurs au début de l'épisode, Rose cherche à trouver son véritable nom. Le nom de John Smith fut utilisé pour la première fois dans l'épisode de 1968 « The Wheel in Space ».
- En discutant avec le docteur Constantine, le Docteur dit qu'il connaît le sentiment de ne plus être grand-père faisant référence au personnage de Susan Foreman.
- Selon Steven Moffat, la remarque Are you my mummy? (« Es-tu ma maman ? ») est un hommage à la phrase are you my father? (« Es-tu mon papa ? ») qui est répété dans une aventure audio du 6e Docteur, « The Holy Terror ».